# Nautilus pompilius
Nautilus pompilius Linnaeus, 1758 è un mollusco cefalopode tetrabranchiato. Si tratta della specie di nautilus più conosciuta.
I fossili più antichi della specie sono stati rinvenuti in sedimenti del Pleistocene inferiore al largo della costa di Luzon, nelle Filippine.

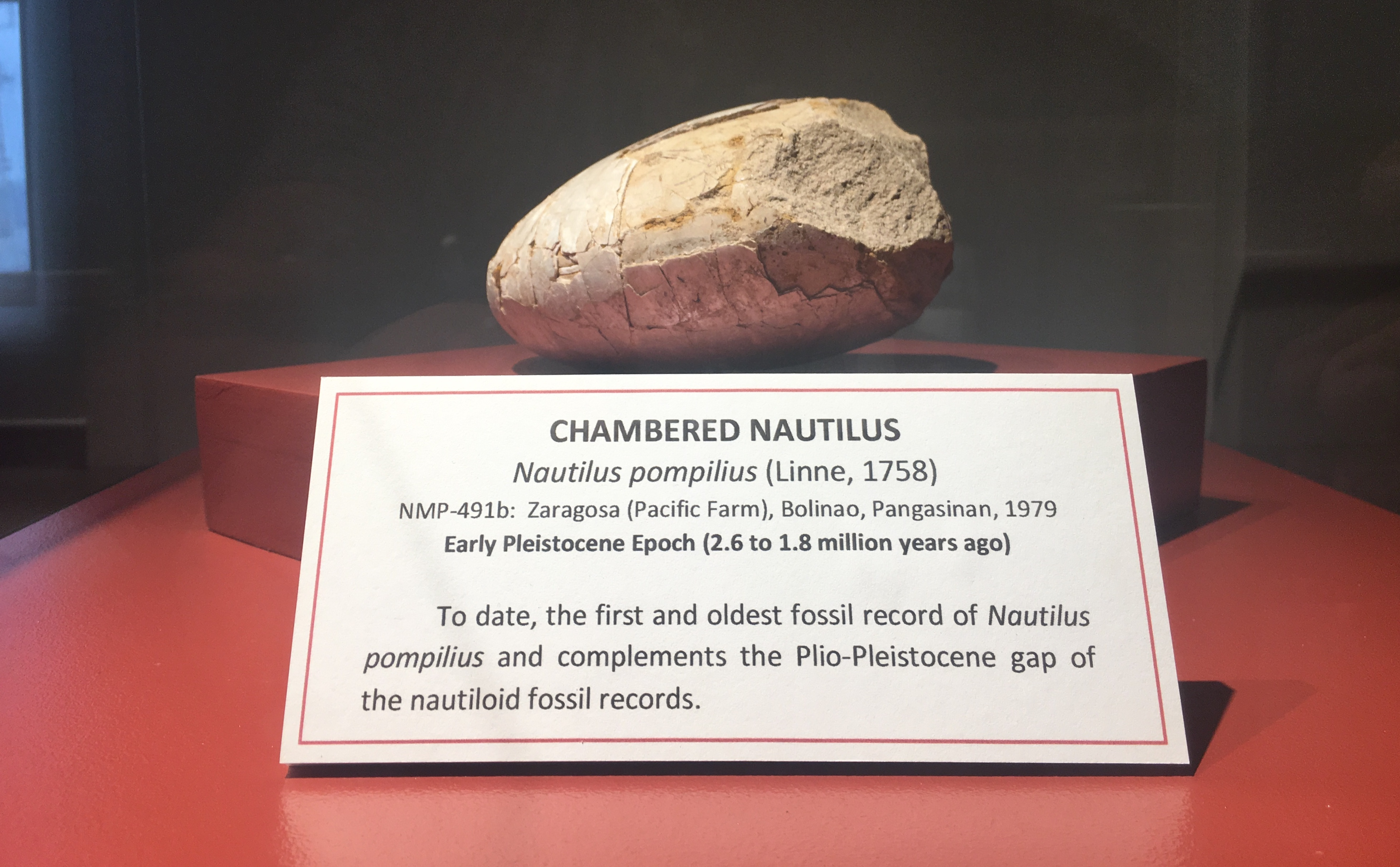
Il più antico fossile conosciuto di N. pompilius risalente al pleistocene inferiore (Museo nazionale delle Filippine).

Considerato per molto tempo un fossile vivente, il N. pompilius è considerato tassonomicamente molto diverso dalle antiche ammoniti, e i reperti fossili recenti mostrano una diversità genetica tra i nautilus maggiore di quanta ne sia stata trovata dall'estinzione dei dinosauri. In effetti, il taxon del Nautilus pompilius è in realtà un raggruppamento di decine di specie diverse di nautilus unite sotto un unico nome.
Tutte le specie di nautilus sono minacciate a causa della sovrapesca per le loro conchiglie, le quali vengono utilizzate principalmente per la creazione di gioielli e altri manufatti ornamentali. Nel 2016 sono stati spostati nell'Appendice II della CITES, che ne limita il commercio internazionale, e in seguito N. pompilius è stata riconosciuta come specie minacciata ai sensi dell'Endangered Species Act.

## Biologia
I N. pompilius sono organismi del necton. A causa del loro habitat oceanico, gli studi sul loro ciclo vitale si sono basati principalmente su animali in cattività e le loro uova non sono mai state osservate in natura. Sebbene i nautilus siano stati allevati in acquario fin dagli anni '50, il N. pompilius si è riprodotto per la prima volta in cattività all'Acquario di Waikiki nel 1995 (un paio di altre specie di nautilus si erano riprodotte in cattività in precedenza) e la riproduzione in cattività rimane un evento raro. A differenza della maggior parte dei cefalopodi, il nautilus non ha uno stadio larvale; le uova vengono deposte dalla femmina nelle fessure delle rocce o tra i coralli.
Gli occhi del Nautilus pompilius, come quelli di tutte le specie di Nautilus, sono più primitivi di quelli della maggior parte degli altri cefalopodi; l'occhio non ha un cristallino ed è quindi paragonabile a una macchina fotografica a foro stenopeico. La specie ha circa 90 cirri (spesso chiamati "tentacoli") che non hanno ventose, differendo significativamente dagli arti dei coleoidi. I N. pompilius, come tutti i membri del genere, hanno una coppia di rinofori situati vicino a ciascun occhio che rilevano le sostanze chimiche e usano l'olfatto e la chemiotassi per trovare il cibo.
La conchiglia del nautilus giovanile si sviluppa all'interno dell'uovo e ne rompe la parte superiore prima che il nautilus ne emerga completamente. Le uova si schiudono dopo un periodo compreso tra 9 e 15 mesi, dipendendo dalla temperatura dell'acqua. Nel 2017, al Monterey Bay Aquarium, si è riuscito a filmare i piccoli mentre uscivano dall'uovo. Come altri nautilus, ma a differenza della maggior parte degli altri cefalopodi, i N. pompilius sono relativamente longevi e raggiungono la maturità sessuale quando hanno circa 5 anni.

## Tassonomia
Sono state descritte due sottospecie di N. pompilius: 
- N. p. pompilius
- N. p. suluensis

N. p. pompilius è di gran lunga il più comune e diffuso tra tutti i nautilus. A volte viene chiamato in inglese emperor nautilus (nautilus imperatore) a causa delle sue grandi dimensioni. L'areale del N. p. pompilius comprende il mare delle Andamane a est, fino alle Fiji, e il Giappone meridionale a sud, fino alla Grande Barriera Corallina. Esemplari eccezionalmente grandi con diametri della conchiglia che misurano fino a 254 mm sono stati registrati in Indonesia e inAustralia settentrionale. Questa forma gigante di nautilus è stata descritta come Nautilus repertus, ma la maggior parte degli scienziati non la considera una specie separata.
N. p. suluensis è un animale molto più piccolo, diffuso solo nel mare di Sulu, nelle Filippine sudoccidentali, da cui prende il nome. L'esemplare più grande conosciuto aveva una conchiglia che misurava 160 mm di diametro.

## Conchiglia

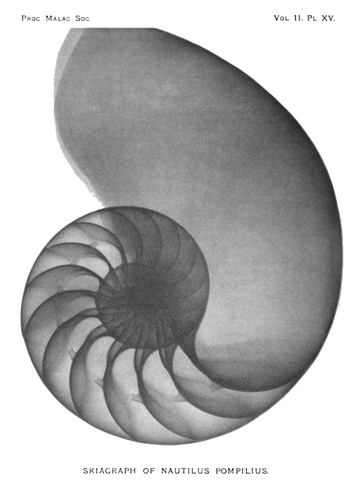
Sciografia (fotografia a raggi X) del 1896 di un N. pompilius, realizzata da James Green e James H. Gardiner

Una volta tagliata, la conchiglia rivela un rivestimento di madreperla lucente e presenta una spirale equiangolare quasi perfetta. La conchiglia del N. pompilius è spesso utilizzata come esempio di spirale aurea. Sebbene le conghiglie dei nautilus presentino spirali logaritmiche, i loro rapporti variano da circa 1,24 a 1,43, con un rapporto medio di circa 1,33 a 1. Il rapporto della spirale aurea è 1,618.
La conchiglia presenta delle contro-ombreggiature: chiara nella parte inferiore e scura in quella superiore. Questo serve a evitare i predatori, perché, visto dall'alto, il N. pompilius si confonde con l'oscurità del mare, mentre visto dal basso si confonde con la luce proveniente dall'alto.

### Funzione della conchiglia
La conchiglia del N. pompilius svolge una funzione di galleggiamento, che consente al nautilus di immergersi o risalire a piacimento, controllando la densità e il volume del liquido all'interno delle camere della conchiglia. In generale, i N. pompilius vivono a una profondità oltre i 100 metri, anche se ulteriori osservazioni hanno dimostrato che si immergono più in profondità. Tuttavia, per il nautilus esistono dei pericoli associati alle profondità estreme: le conchiglie si riempiono lentamente di acqua a tali profondità e sono in grado di resistere fino a 600 metri prima di implodere a causa della pressione.
Il N. pompilius abita diversi segmenti della conchiglia durante la sua crescita, sviluppando continuamente nuove "cellule" più grandi in cui sposta i suoi organi interni man mano che cresce. Tutte le camere più piccole, una volta disabitate, vengono utilizzate per regolare la profondità d'immersione.